# Павленко, Екатерина Анатольевна
Екатерина Анатольевна Павленко (укр. Катерина Анатоліївна Павленко; род. 10 августа 1988, Нежин, Украинская ССР, СССР) — украинская певица, фольклористка, композитор, автор песен, солистка группы Go_A.

## Биография
Родилась в 1988 году в Нежине Черниговской области. Мать Екатерины — бывшая военнослужащая. Воспитывалась бабушкой с дедушкой.
В школьные годы училась в Нежинской музыкальной школе на вокально-хоровом отделении. Пела в детском хоре «Сяйво». Занималась на инструментах — фортепиано и гитара. По словам Павленко, преподаватели ориентировали её на дальнейшие занятия оперным пением. В 2009 году окончила Нежинское училище культуры и искусств имени Марии Заньковецкой по специальности дирижёр народного хора (факультет — народный хор). Во время учёбы в училище была участницей нескольких местных рок-групп: «Контуры теней», «My spirit».
С 2009 по 2013 год училась в Киевском национальном университете культуры и искусств на факультете «Музыкальное искусство» (специализация «фольклор»). В студенческие годы руководила ансамблем «Витинанка», пела в ансамбле «Кралица» (КНУКиИ).
Изучала фольклор левобережной Киевщины (Барышевского района, окрестностей Березани и др.). Интересовалась фольклором Чернобыльского Полесья.
В 2012 году попала в группу Go_A, через полгода после её создания. Сначала выступала в качестве бэк-вокалистки, а впоследствии стала солисткой. В составе группы Go_A выдала 1 студийный альбом «Иди на звук» и несколько синглов.
С 2017 года Павленко — руководитель хора ветеранов в г. Березань (Киевская область) при городском доме культуры. Под её руководством хор получил звание народного. По словам Екатерины Павленко, это одно из самых сильных ощущений, когда 30 голосов поет под её руководством.

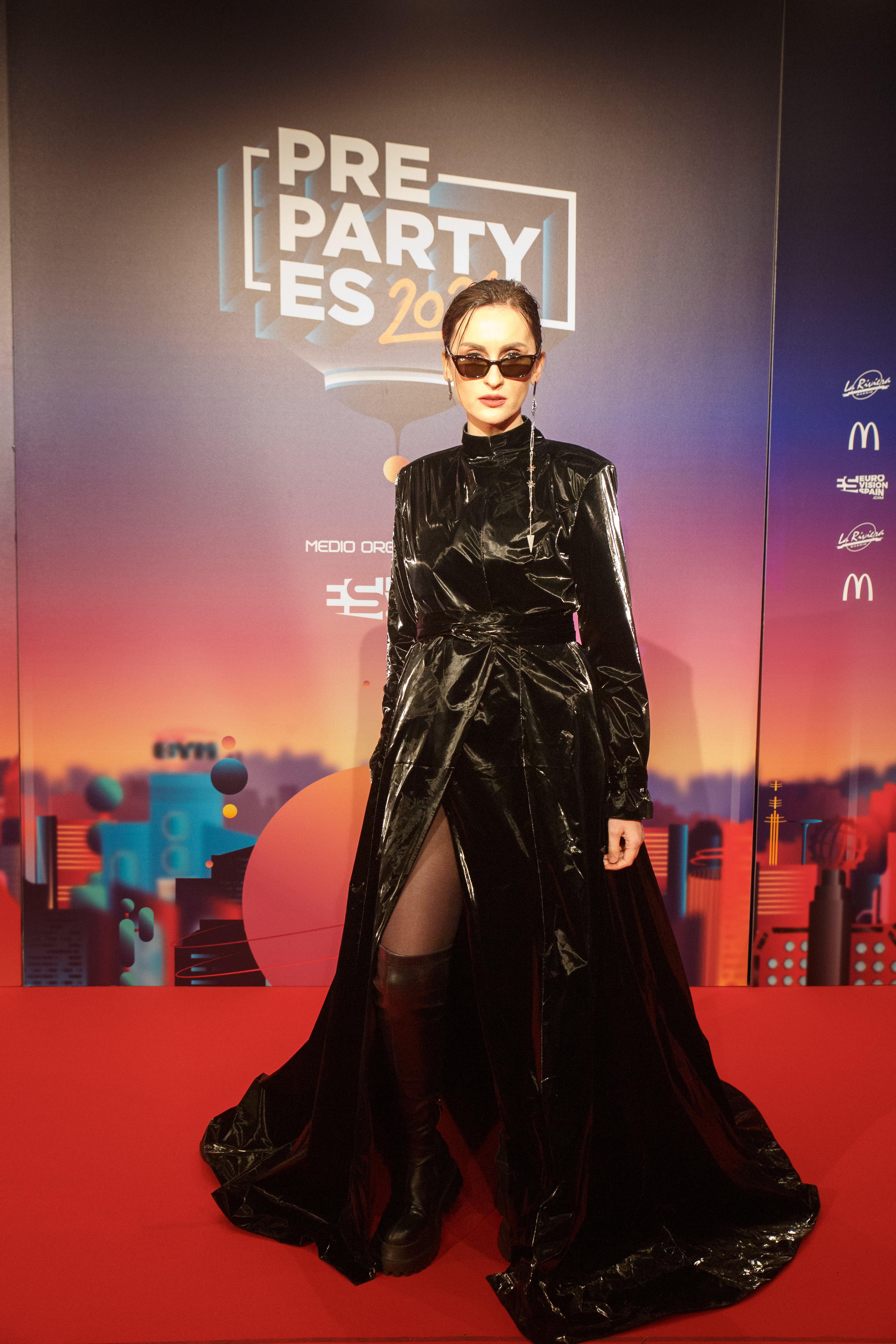
Екатерина Павленко на PreparyES 2024 в Мадриде

Параллельно с этим пишет стихи и сольные песни, которые издаёт под псевдонимом «Monokate».
22 февраля 2020 года вместе с группой Go_A победила в Национальном отборе на песенный конкурс «Евровидение-2020» с песней «Соловей». Из-за пандемии коронавируса конкурс был отменён, однако Go_А представила Украину в следующем году на «Евровидении-2021» с песней SHUM. В финале конкурса группа по сумме баллов от национальных жюри и зрителей занял 5-е место (по итогам зрительского голосования — 2-е место, также 2-е место коллектив получил и в полуфинале).
В 2021 году принимала участие в музыкальном проекте «Маска» на телеканале «Украина». В июне 2021 года Екатерина Павленко вошла в топ-100 самых влиятельных женщин Украины по версии журнала «Фокус», где заняла 10-е место.
В 2023 году на экраны вышел фильм «Довбуш» в котором Екатерина Павленко сыграла роль мольфарки.